# Екстаз
Екстазът (от древногръцки „ἔκστασις ékstasis“, което означава „извън себе си“) е субективно преживяване на пълно участие на субекта с обекта на тяхното осъзнаване. В класическата гръцка литература се отнася до отстраняване на ума или тялото „от нормалното му място на функциониране“.
Пълното ангажиране с обекта на интерес не е обичайно преживяване поради осъзнаването на други обекти, следователно екстазът е пример за променено състояние на съзнанието, характеризиращо се с намалено осъзнаване на други обекти или пълна липса на съзнание за околната среда и всичко околно на предмета. Думата се използва също за означаване на всяко повишено състояние на съзнанието или силно приятно преживяване. Също така се използва по-конкретно за обозначаване на състояния на осъзнаване на необичайни ментални пространства, които могат да се възприемат като духовни (последният тип екстаз често приема формата на религиозен екстаз).

## Описание
От психологическа гледна точка екстазът е загуба на самоконтрол и понякога временна загуба на съзнание, което често се свързва с религиозен мистицизъм, полов акт и употребата на определени наркотици. По време на екстаза човек не е в контакт с обикновения живот и не е способен нито да общува с други хора, нито да предприема нормални действия. Изживяването може да бъде кратко във физическо време или да продължи с часове. Субективното възприятие на времето, пространството или себе си може силно да се промени или да изчезне по време на екстаза. Например, ако човек се концентрира върху физическа задача, тогава всякакви интелектуални мисли могат да спрат. От друга страна, извършването на духовно пътуване в екстатичен транс включва прекратяване на доброволното телесно движение.

## Типове екстаз
Екстазът може умишлено да бъде предизвикан с помощта на религиозни или творчески дейности, медитация, музика, танци, дихателни упражнения, физически упражнения, полов акт или консумация на психотропни лекарства. Конкретната техника, която човек използва, за да предизвика екстаз, обикновено се свързва и с конкретните религиозни и културни традиции на този индивид. Понякога се случва екстатично преживяване поради случайни контакти с нещо или някой, възприет като изключително красив или свят, или без каквато и да е известна причина. „В някои случаи човек може да получи екстатично преживяване „по погрешка“. Може би човекът неволно задейства един от, вероятно много, физиологични механизми, чрез които може да се достигне до такова преживяване. В такива случаи не е рядко да се намери, че човекът по-късно, чрез четене, търси интерпретация и може би я намира в рамките на една традиция.“
- „Св. Филипо Нери в екстаз“ от Гуидо Рени
- „Екстазът на света Екатерина“ от Pier Francesco Mazzucchelli
- Екстазът е силна емоция присъща на влюбените